# Amphoe Manorom
 (octobre 2023).
Si vous disposez d'ouvrages ou d'articles de référence ou si vous connaissez des sites web de qualité traitant du thème abordé ici, merci de compléter l'article en donnant les références utiles à sa vérifiabilité et en les liant à la section « Notes et références ».
Manorom (มโนรมย์) est un district (Amphoe) situé dans la province de Chainat, au centre de la Thaïlande.
Le district est divisé en 7 Tambon et 41 muban. Il comprenait environ 33 000 habitants en 2008.